# Галюцинація (оповідання)
«Галюцинація» (англ. Hallucination) — науково-фантастичне оповідання американського письменника Айзека Азімова, опубліковане у 1985 році журналом Boys' Life. Оповідання ввійшло в збірку «Золото» (1995).

## Сюжет
Дія відбувається на енергетичній планеті, яка обертається навколо нейтронної зорі.

### Частина перша
Головний герой — п'ятнадцятирічний Сем Чейз неохоче прибуває на планету. Центральний комп'ютер розподілив хлопця, який сподівався вивчати нейропсихологію, на військову базу допомагати гравітаційним інженерам, що намагались черпати енергію із нейтронної зорі. При зустрічі з доктором Дональдом Джентрі у свій перший день на базі, Чейз дізнається, що люди відчували галюцинації під куполом.

### Частина друга
Чейз виходить із купола і зустрічає комах, що розмовляють із ним телепатично.

### Частина третя
Чейз переконує командира бази врахувати інтереси цивілізації комах, які готові поділитися своїми знаннями в нейропсихології. Земля задовольняє прохання про включення досліджень нейропсихології до профільної спеціалізації бази.